# Popis Konohinih Genina
Ovo je popis shinobija Genin-ranga u selu Konohagakure, koji su viđeni u anime i manga serijama Naruto.

## Konohamaru
- Starost: 8-9 u Dijelu I., 11 u Dijelu II.
- Visina: 130.6 cm
- Težina: 29.5 kg
- Rođendan: 30. prosinca
- Krvna grupa: B
- Glas posudio (Japan): Ikue Otani
- Glas posudio (USA): Colleen O'Shaughnessey

Konohamaru (nazvan po selu u kojem živi: Konoha) unuk je Trećeg Hokagea i nećak Asume Sarutobija. Zbog činjenice što je unuk Trećeg, Konohamaru je često poštovan kroz tu vezu te se zato osjeća nepriznatim. Iako je tek počeo trening na Ninja Akademiji, on neprestano pokušava iznenadno napasti svog djeda kako bi ga mogao poraziti te time steći poštovanje titule Hokagea. Iako ga je Ebisu, njegov trener, pokušao odgovoriti od toga, Konohamaru je tek kroz utjecaj Naruta Uzumakija shvati da ne postoje prečaci na putu do titule Hokagea. Umjesto toga, to je san koji će trebati mnogo rada i discipline da se ostvari. Konohamaru se obično druži sa svojim prijateljima, Udonom i Moegi. Zajedno, oni sebe zovu "Konohamarov korpus" (prevedeno "Konohamarov ninja tim). On i njegovi prijatelji nose plašteve za prikrivanje, baš kao i onaj kojeg je Naruto nosio u prvoj epizodi, te se stalno pokušavaju prišuljati Narutu s jadnim primjerom Tehnike plašta nevidljivosti. Nakon prekida radnje na dvije i pol godine, Konohamarov ninja tim postao je Genin te sada s Ebisuom kao njihovim učiteljem i vođom tvore pravi tim.
Na Konohamara je najveći utjecaj imao sam Naruto, pri čemu ga je Konohamaru gledao kao uzor (često ga zove bratom i Šefom). U mnogim slučajevima Naruto i Konohamaru, čini se, imaju međusobne veze, poput korištenja perveznih jutsua, odlučnosti i naprasitog stava. Konohamaru mnoge svoje rečenice završava nastavkom "kore", što je veoma slično Narutovom "Dattebayo!".

## Moegi
- Starost: 8 u Dijelu I., 11 u Dijelu II.
- Visina: 121.8 cm
- Težina: 22 kg
- Rođendan: 8. lipnja
- Krvna grupa: A
- Glas posudila (Japan): Noriko Shitaya
- Glas posudila (USA): Wendee Lee

Moegi je Konohamarova i Udonova prijateljica. Ona je kunoichi u Genin timu koji vodi Ebisu. Njezini obrazi uvijek izgledaju kao da imaju rumenilo. Moegi je najvjerojetnije zaljubljena u Konohamarua, a uzor joj je Sakura Haruno. Također pomalo nasjeda na Sasukeov šarm kada je zdrobio kamen u ruci, na što su i Moegi i Sakura pridometnule "Cool".

## Nawaki
- Starost: 12 (umro)
- Visina: 140.3 cm
- Težina: 37.2 kg
- Rođendan: 9. kolovoza
- Krvna grupa: 0
- Glas posudio (Japan): Yumiko Kobayashi

Nawaki je Tsunadin mlađi brat. Poput Moeginih, njegovi obrazi također izgledaju kao da imaju rumenilo. Također veoma sliči Narutu, ali bez plavih očiju i životinjskih brkova. Vatreno je želio boriti se u ratu kada je postao Genin, jer je htio zaštititi selo. To je također bio razlog zašto je želio postati Hokage poput svoga djeda, Prvog Hokagea. Ponosna na odlučnost svoga brata, Tsunade mu je dala djedovu ogrlicu. Naželost, Nawaki je poginuo na bojištu sljedeći dan. prema Orochimaru, bio je toliko unakažen da ga Tsunade nije mogla prepoznati. Nakon Nawakijeve smrti, Tsunade se je zalagala za zamisao dodijeljivanja jednog medic-nina svakom timu, kako bi se povećala njihova šansa preživljavanja
Nawaki je bio jedan od dvoje ljudi koje je Orochimaru ponudio vratiti u život u zamjenu za Tsunadino liječenje njegovih ruku, koje je zapečatio Treći Hokage. Druga je osoba bila Dan, Tsunadin pokojni ljubavnik.

## Udon
- Satrost: 8 u Dijelu I., 11 u Dijelu II.
- Visina: 127.5 cm
- Težina: 26.5 kg
- Rođendan: 3. travnja
- Krvna grupa: 0
- Glas posudio (Japan): Tomo Shigematsu
- Glas posudila (USA): Kate Higgins

Udon je Konohamarov i Moegin prijatelj. On je u Genin timu koji vodi Ebisu. Ima stalno prehlađen nos te je uvijek veoma pospan. Udon je također mnogo puta izjavio da voli matematiku, te je obično viđen kao za vrijeme nastave piše i riješava matematičke zadatke.